# Koenigsegg CC
Koenigsegg CC är den första serieproducerade bilen av den svenska superbilstillverkaren Koenigsegg.
Det hela började med att Koenigsegg ville bygga en bil som skulle slå alla McLaren F1:s dåvarande rekord, som bland annat var den snabbaste serieproducerade bilen i världen med sin topphastighet på 386 km/h. Projektet med bilen började att nå sin slutpunkt under 2002 då bilen i princip var redo för att börja tillverkas.

## Prestanda

### Motor[1]
CC:en drivs av en 4.6 liters kompressormatad Ford V8 tillverkad i aluminium.
- 655 hk och 750 Nm vid 6 500 rpm, varvstopp vid 7 000 rpm
- Toppfart: 386 km/h